# The Rise & Fall
Az 1982-es The Rise & Fall a Madness negyedik nagylemeze. Gyakran koncepcióalbumnak nevezik. Eredetileg annak is készült, a koncepció a gyermekkora való emlékezés lett volna, de a koncepciót később eldobták. Ennek ellenére a téma megmaradt a címadó dalban, és az albumon található legnagyobb slágerben, az Our House-ban. A Blue Skinned Beast egy szatíra Margaret Thatcherről és a Falkland-szigeteki háború kezeléséről.
Szerepel az 1001 lemez, amit hallanod kell, mielőtt meghalsz című könyvben.

## Az album dalai
|     | Cím                           | Szerző(k)                       | Hossz |
| --- | ----------------------------- | ------------------------------- | ----- |
| 1.  | Rise and Fall                 | Graham McPherson, Chris Foreman | 3:16  |
| 2.  | Tomorrow's (Just Another Day) | Mike Barson, Carl Smyth         | 3:10  |
| 3.  | Blue Skinned Beast            | Lee Thompson                    | 3:22  |
| 4.  | Primrose Hill                 | McPherson, Foreman              | 3:36  |
| 5.  | Mr. Speaker Gets the World    | McPherson, Barson               | 2:59  |
| 6.  | Sunday Morning                | Dan Woodgate                    | 4:01  |
| 7.  | Our House                     | Smyth, Foreman                  | 3:23  |
| 8.  | Tiptoes                       | McPherson, Barson               | 3:29  |
| 9.  | New Delhi                     | Barson                          | 3:40  |
| 10. | That Face                     | McPherson, Foreman              | 3:39  |
| 11. | Calling Cards                 | Thompson, Foreman               | 2:19  |
| 12. | Are You Coming (With Me)      | Thompson, Barson                | 3:17  |
| 13. | Madness (Is All in the Mind)  | Foreman                         | 2:53  |

## Közreműködők
- Suggs (Graham McPherson) – ének
- Mike Barson – billentyűk, szájharmonika
- Chris Foreman – gitár
- Mark Bedford (Bedders) – basszusgitár
- Lee Thompson – szaxofon
- Daniel Woodgate (Woody) – dob
- Chas Smash (Cathal Smyth) – háttérvokál, trombita, ének (13)
- David Bedford – vonósok hangszerelése
- Clive Langer – producer
- Alan Winstanley – producer
- David Wooley – hangmérnök
- Jeremy Allom – hangmérnök

## Fordítás
Ez a szócikk részben vagy egészben a The Rise & Fall (album) című angol Wikipédia-szócikk ezen változatának fordításán alapul.  Az eredeti cikk szerkesztőit annak laptörténete sorolja fel. Ez a jelzés csupán a megfogalmazás eredetét és a szerzői jogokat jelzi, nem szolgál a cikkben szereplő információk forrásmegjelöléseként.